# Onur Ergün
Onur Ergün (Bingöl, 15 novembre 1992) è un calciatore turco, centrocampista dell'İstanbul Başakşehir.

## Carriera
Cresciuto nel settore giovanile di Karsiyaka Belediye e Karşıyaka, nel 2008 viene acquistato dal Menemen Belediyespor, dove in tre anni riesce a giocare cinque partite nella quarta divisione turca. Dopo un biennio trascorso nelle serie dilettantistiche turche con le maglie di Çiğli Belediyespor e Bucaspor 1928, nel 2013 si trasferisce all'İstanbulspor, con cui nel corso degli anni ottiene la scalata dalla quarta divisione alla seconda divisione turca. Nel 2021 viene ingaggiato dell'Hatayspor, formazione militante nella Süper Lig. Il 14 agosto 2021 esordisce in campionato, in un incontro pareggiato per 1-1 contro il Kasımpaşa. Trova la sua prima rete in campionato l'8 gennaio 2022, nella sconfitta per 3-1 sul campo dello stesso Kasımpaşa, realizzando il gol della bandiera.

## Statistiche

### Presenze e reti nei club
Statistiche aggiornate al 22 febbraio 2024.
| Stagione                    | Squadra                     | Campionato                  | Campionato | Campionato | Coppe nazionali | Coppe nazionali | Coppe nazionali | Coppe continentali | Coppe continentali | Coppe continentali | Altre coppe | Altre coppe | Altre coppe | Totale | Totale |
| Stagione                    | Squadra                     | Comp                        | Pres       | Reti       | Comp            | Pres            | Reti            | Comp               | Pres               | Reti               | Comp        | Pres        | Reti        | Pres   | Reti   |
| --------------------------- | --------------------------- | --------------------------- | ---------- | ---------- | --------------- | --------------- | --------------- | ------------------ | ------------------ | ------------------ | ----------- | ----------- | ----------- | ------ | ------ |
| 2008-2009                   | Menemen                     | 3L                          | 0          | 0          |                 | -               | -               |                    | -                  | -                  |             | -           | -           | 0      | 0      |
| 2009-2010                   | Menemen                     | 3L                          | 2          | 0          |                 | -               | -               |                    | -                  | -                  |             | -           | -           | 2      | 0      |
| 2010-2011                   | Menemen                     | 3L                          | 3          | 0          | CT              | 0               | 0               |                    | -                  | -                  |             | -           | -           | 3      | 0      |
| Totale Menemen Belediyespor | Totale Menemen Belediyespor | Totale Menemen Belediyespor | 5          | 0          |                 | 0               | 0               |                    | -                  | -                  |             | -           | -           | 5      | 0      |
| 2013-2014                   | İstanbulspor                | 3L                          | 26         | 7          | CT              | 0               | 0               |                    | -                  | -                  |             | -           | -           | 26     | 7      |
| 2014-2015                   | İstanbulspor                | 3L                          | 31         | 7          | CT              | 0               | 0               |                    | -                  | -                  |             | -           | -           | 31     | 7      |
| 2015-2016                   | İstanbulspor                | 2L                          | 33         | 7          | CT              | 0               | 0               |                    | -                  | -                  |             | -           | -           | 33     | 7      |
| 2016-2017                   | İstanbulspor                | 2L                          | 31         | 2          | CT              | 0               | 0               |                    | -                  | -                  |             | -           | -           | 31     | 2      |
| 2017-2018                   | İstanbulspor                | 1L                          | 31         | 0          | CT              | 3               | 0               |                    | -                  | -                  |             | -           | -           | 34     | 0      |
| 2018-2019                   | İstanbulspor                | 1L                          | 28         | 1          | CT              | 2               | 0               |                    | -                  | -                  |             | -           | -           | 30     | 1      |
| 2019-2020                   | İstanbulspor                | 1L                          | 29         | 6          | CT              | 2               | 0               |                    | -                  | -                  |             | -           | -           | 31     | 6      |
| 2020-2021                   | İstanbulspor                | 1L                          | 33         | 14         | CT              | 0               | 0               |                    | -                  | -                  |             | -           | -           | 33     | 14     |
| 2021-2022                   | Hatayspor                   | SL                          | 24         | 1          | CT              | 2               | 0               |                    | -                  | -                  |             | -           | -           | 26     | 1      |
| 2022-gen.2023               | Hatayspor                   | SL                          | 20         | 1          | CT              | 0               | 0               |                    | -                  | -                  |             | -           | -           | 20     | 1      |
| Totale Hatayspor            | Totale Hatayspor            | Totale Hatayspor            | 44         | 2          |                 | 2               | 0               |                    | -                  | -                  |             | -           | -           | 46     | 2      |
| gen.- giu.2023              | İstanbulspor                | SL                          | 10         | 1          | CT              | 0               | 0               |                    | -                  | -                  |             | -           | -           | 10     | 1      |
| Totale İstanbulspor         | Totale İstanbulspor         | Totale İstanbulspor         | 252        | 45         |                 | 7               | 0               |                    | -                  | -                  |             | -           | -           | 259    | 45     |
| 2023-2024                   | İstanbul Başakşehir         | SL                          | 12         | 0          | TK              | 3               | 0               | -                  | -                  | -                  | -           | -           | -           | 15     | 0      |
| Totale carriera             | Totale carriera             | Totale carriera             | 313        | 47         |                 | 12              | 0               |                    | -                  | -                  |             | -           | -           | 325    | 47     |